# Iljo Keisse
Iljo Keisse, född 21 december 1982 i Gent, är en belgisk tävlingscyklist på landsväg och bana. Han tävlade mellan 2005 och 2008 för Topsport Vlaanderen.
Efter att ha vunnit sexdagarstävlingen i Gent testades han positivt för katin och diuretika och blev därför sparkad från sitt stall.

## Amatör
Iljo Keisse vann omnium i de belgiska juniornationsmästerskapen 2000. Ett år senare vann han poängtävlingen på nationsmästerskapen för elitcyklister framför Steven De Champs och Jurgen Van Loocke. Under mästerskapen slutade han tvåa på lagsprint för amatörer tillsammans med Mario Ghyselinck och Gilles Van Loon. I individuell sprint slutade han trea bakom Dimitri De Fauw och Mario Ghyselinck. Han slutade också trea i 1 kilometer individuell förföljelse bakom De Fauw och John Van den Abeele. I oktober samma år deltog han i de europeiska mästerskapen för U23-cyklister, där han slutade trea i madison tillsammans med De Fauw bakom Frankrike och Ryssland. 
Under året 2002 slutade han tvåa i individuell förföljelse under nationsmästerskapen bakom Van den Abeele. I 1 kilometer individuell förföljelse slutade han tvåa bakom De Fauw. I tävlingens poänglopp slutade Keisse trea, en placering som han också fick i scratchtävlingen. Han åkte till de europeiska mästerskapen för U23-cyklister tillsammans med Wouter Van Mechelen och tillsammans slutade de på bronsplats i madison bakom Frankrike och Tyskland.

### 2003
I juni 2003 slutade Iljo Keisse trea i landsvägstävlingen Ronde van Limburg bakom Kenny De Haes och Jukka Vastaranta, men det var främst inom bancykling som han gjorde resultat under året. I nationsmästerskapen vann han individuell förföljelse framför Dimitri De Fauw och Wouter Van Mechelen. Han vann poängtävlingen framför Van Mechelen och Jurgen Van Loocke. I 1 kilometer cykling och scratch slutade han tvåa bakom De Fauw. UIV Cup Amsterdam vann Keisse tillsammans med De Fauw framför Danmark och Tyskland. De europeiska mästerskapen gick av stapel i oktober och Keisse och De Fauw slutade trea bakom Frankrike och Ryssland i madison. De två belgarna fortsatte sedan till UIV Cup Dortmund där de vann framför Ryssland och Danmark. De vann också UIV Cup München.

### 2004
Inför säsongen 2004 blev Iljo Keisse kontrakterad av amatörstallet Jong Vlaanderen 2016. Under året vann han en landsvägstävling i Australien innan han återvände till Europa. Keisse och De Fauw vann UIV Cup sammanlagt. De vann också tävlingarna UIV Cup Stuttgart och UIV Cup Berlin. I april slutade han tvåa på Le Triptyque des Monts et Châteaux - Frasnes bakom Jeremy Yates och några dagar därpå vann han Tour du Loir-Et-Cher "E. Provost" framför Sébastien Duret och Sven Renders. På landsväg slutade han senare under säsongen tvåa på etapp 1 av Ronde van Vlaams-Brabant bakom Koen de Kort. På bana vann han tillsammans med Kenny De Ketele madison de europeiska mästerskapen. I juli slutade han tvåa i sexdagarstävlingen i Fiorenzuola d'Arda, tillsammans med Franco Marvulli, bakom det lag som bestod av de italienska cyklisterna Giovanni Lombardi och Samuele Marzoli. 
Iljo Keisse deltog för första gången i de Olympiska sommarspelen 2004. Tillsammans med Matthew Gilmore slutade han på en elfte plats i tävlingen.
I november åkte han till Grenobles sexdagars och slutade trea tillsammans med Wouter Van Mechelen innan han fortsatte till hemmatävlingen i Gent tillsammans med Andreas Beikirch, tillsammans slutade de tvåa bakom nederländarna Danny Stam och Robert Slippens.

## Professionell
Efter säsongen med Jong Vlaanderen 2016 blev Iljo Keisse professionell inför säsongen 2005 när han blev kontrakterad av Chocolade Jacques - T Interim, som senare bytte namn till Topsport Vlaanderen. Keisse stannade med stallet till januari 2009 när det blev känt att han hade lämnat ett positivt dopningsprov på Gents sexdagars 2008.

### 2005
Under sitt första år med stallet fortsatte han att främst göra resultat på bana. I januari slutade Keisse tillsammans med italienaren Marco Villa trea i Bremens sexdagarstävling. I slutet av mars avgjordes världsmästerskapen på bana, Iljo Keisse och Matthew Gilmore slutade trea i madison bakom Storbritannien (Mark Cavendish / Robert Hayles) och Nederländerna (Robert Slippens / Danny Stam). I juli avgjordes europamästerskapen och där vann de tvåa belgarna madison framför Tjeckien och Ryssland. Senare samma månad vann de sexdagarstävlingen i Fiorenzuola d'Arda innan Iljo Keisse slutade trea i den mindre belgiska cykeltävlingen Ninove bakom Niko Eeckhout och Wouter Van Mechelen. Han vann regionsmästerskapen i Mere framför Gorik Gardeyn och Aron Huysmans. Keisse vann också en tävling i Aalter. I oktober fortsatte han ta meriter när han tillsammans med Matthew Gilmore slutade trea på Amsterdams sexdagars. De vann Grenobles sexdagars framför Alexander Aeschbach / Franco Marvulli och Alex Rasmussen / Marco Villa. Keisse och Gilmore vann i slutet av året Gents sexdagars. Under året vann de två belgarna madison när världscupen kom till Moskva.

### 2006
Under säsongen skadade sig Keisses sexdagarskollega Matthew Gilmore och blev tvungen att avsluta sin karriär. Eftersom Robert Bartko var utan partner vid tillfället valde de att börja cykla tillsammans. Deras första tävling tillsammans blev Zürichs sexdagars, en tävling som hade haft ett längre uppehåll, och tillsammans slutade de på andra plats bakom det schweiziska paret Bruno Risi och Franco Marvulli.
I början av januari 2006 slutade han tillsammans med Matthew Gilmore tvåa i Rotterdams sexdagars bakom Robert Slippens och Danny Stam. Senare samma månad åkte Matthew Gilmore, Marco Villa och Keisse till Stuttgarts sexdagars och slutade tvåa bakom tyskarna Robert Bartko, Guido Fulst och Leif Lampater. I februari vann han tillsammans med Gilmore sexdagarstävlingen i Hasselt, några dagar senare vann Keisse poängloppet i nationsmästerskapen framför Davy Tuytens och Dominique Cornu. 
Det dröjde till och med slutet av juli innan resultaten började komma igen, han slutade då trea på etapp 4 av Tour de la Région Wallonne bakom Fabrizio Guidi och Aitor Galdos. I augusti slutade han tvåa på Heusden O-Vlaanderen bakom landsmannen Geert Omloop, strax därpå slutade han också tvåa på det mindre loppet Mere bakom fransmannen Denis Flahaut.
I september körde Iljo Keisse ett dernylopp i Brasschaat och han slutade trea bakom Wouter Van Mechelen och Kurt Van De Wouwer. En månad senare startade sexdagarstävlingarna igen. Tillsammans med italienaren Marco Villa tog han andra platsen bakom Bruno Risi och Franco Marvulli i Maastrichts sexdagars. Några dagar därpå körde han ytterligare ett dernylopp när de europeiska mästerskapen startade och den gången vann han tävlingen framför Matthé Pronk och Stefan Löffler. Erik Zabel och Bruno Risi vann Münchens sexdagars framför Keisse och Franco Marvulli i november. Keisse och Robert Bartko lyckades i slutet av månaden att vinna Gents sexdagars.

### 2007
Året 2007 startade på ett bra sätt när Keisse, tillsammans med Robert Bartko slutade tvåa på Zürichs sexdagars bakom Risi och Marvulli. Strax därpå åkte de till Rotterdams sexdagars där de vann. Mindre tur hade de på Bremens sexdagars där de slutade trea bakom Erik Zabel / Bruno Risi och Guido Fulst / Leif Lampater. Keisse och Marco Villa slutade tvåa på sexdagarstävlingarna i Hasselt i februari. I mars slutade Iljo Keisse trea på Kuurne-Bryssel-Kuurne bakom Tom Boonen och Marcel Sieberg. Keisse blev silvermedaljör i världsmästerskapens poänglopp bakom Juan Llaneras.
Åter på landsväg vann han Internatie Reningelst och slutade tvåa i Mere, han vann senare linjeloppet i Vichte.
Iljo Keisse blev silvermedaljör i derny på de europeiska banmästerskapen bakom Matthé Pronk. Under året vann han poängloppet i nationsmästerskapen framför Kenny De Ketele och Davy Tuytens. Tillsammans med De Ketele blev han också belgisk mästare i madison.
Sexdagarstävlingarna startade i oktober och tillsammans med Robert Bartko vann han tävlingen i Amsterdam innan de vann tävlingen i Gent.

### 2008
Tillsammans med Bartko slutade han tvåa på Zürichs sexdagars innan de åkte vidare till Rotterdams sexdagars, där de slutade trea. Senare samma månad vann de Bremens sexdagars. Iljo Keisse, Robert Bartko och Leif Lampater vann Stuttgarts sexdagars i slutet av januari. I februari blev det en tredje plats, tillsammans med Danny Stam, på Köpenhamns sexdagars bakom Bruno Risi / Franco Marvulli och Alex Rasmussen / Michael Mørkøv. Några dagar därpå blev det en andra plats på Hasselts sexdagars, tillsammans med Kenny De Ketele, bakom Risi / Marvulli.
I maj vann Wouter Weylandt dernytävlingen i Drongen framför Iljo Keisse och några dagar därpå vann Keisse ett linjelopp i Waregem framför Leif Hoste och Bert De Waele. I juli vann Jürgen Roelandts Strombeek-Bever framför Keisse. En andraplats blev det även dagarna därpå när han tillsammans med de Ketele körde sexdagarstävlingen i Fiorenzuola d'Arda. Keisse vann en dernytävling i Wetteren framför Roelandts och Steven de Jongh i september. Han vann tävlingen i Vichte och slutade tvåa i linjeloppen i Stekene och Berlare.
I augusti åkte Iljo Keisse till de Olympiska sommarspelen 2008 med en förhoppning om att vinna en medalj, men det blev bara en fjärdeplats för belgarna Keisse och De Ketele i madison.
Iljo Keisse vann nationsmästerskapens poänglopp och tillsammans med Kenny De Ketele blev han nationsmästare i madison. Tillsammans blev de också europeiska mästare i grenen framför Michael Mørkøv / Casper Jørgensen och Ivan Kovalev / Sergej Kolesnikov.
I slutet av oktober slutade Keisse och Robert Bartko trea i Amsterdams sexdagars. Några dagar därpå blev Keisse bronsmedaljör i världscupen i Manchesters poänglopp. Han slutade tvåa tillsammans med de Ketele i madison under samma tävling bakom Olaf Pollack och Roger Kluge. Robert Bartko och Iljo Keisse vann Münchens sexdagars innan de avslutade säsongen som vinnare av Gents sexdagars.

### Sparkad
Iljo Keisse fick det hett om fötterna i december 2008 när det blev känt att belgaren hade testats positivt för ett dopningspreparat under Gents sexdagars. När även B-provet visade positivt för katin och diuretika, det sistnämnda är ett ämne som kan användas för att maskera dopning, sparkade Topsport Vlaanderen den belgiska cyklisten. Under tävlingen var Keisse förkyld och ämnet katin kan ha funnits i den medicin som han tog på grund av det, medan HCT (diuretika) används i vissa hjärtmediciner. Han fortsatte trots det att cykla och i november blev han friad från anklagelserna att han skulle ha dopat sig medvetet. Han blev inte avstängd. Under tiden som undersökningen hade pågått fortsatte belgaren att tävla. I november slutade Keisse på tredje plats, tillsammans med Gianni Meersman, bakom Luke Roberts / Franco Marvulli och Jeff Vermeulen / Léon van Bon på Grenobles sexdagars. Tillsammans med Roger Kluge slutade han på andra plats på Gents sexdagars bakom de danska cyklisterna Alex Rasmussen och Michael Mørkøv.

## Quick Step
Inför säsongen 2010 blev Iljo Keisse kontrakterad av Quick Step.